# Liste der Einträge im National Register of Historic Places im Howard County (Texas)
Die Liste der Registered Historic Places im Howard County führt alle Bauwerke und historischen Stätten im texanischen Howard County auf, die in das National Register of Historic Places aufgenommen wurden.

## Aktuelle Einträge
| Lfd. Nr. | Name im NRHP                  | Bild | Datum der Eintragung | Adresse/Lage                 | Ort        | NRHP-ID  | Beschreibung |
| -------- | ----------------------------- | ---- | -------------------- | ---------------------------- | ---------- | -------- | ------------ |
| 1        | Jess and Lucille Alford House |      | 12. Sep. 1988        | 600 Crockett Cir.            | Paris      | 88001941 |              |
| 2        | Potton-Hayden House           |      | 14. Apr. 1975        | SW corner Gregg and 2nd Sts. | Big Spring | 75001992 |              |